# PowerBook 165
Le PowerBook 165 remplaçait le PowerBook 160 dans la gamme d'ordinateurs portables d'Apple. Il était la version avec écran noir et blanc du PowerBook 165c sorti quelques mois plus tôt. Sa seule autre différence avec le 165c était l'absence d'unité de calcul en virgule flottante.

## Caractéristiques
- Microprocesseur : Motorola 68030 cadencé à 33 MHz
- adressage 24/32 bits
- bus système 32 bits à 33 MHz
- mémoire cache : 0,5 Kio de niveau 1
- mémoire morte : 1 Mio
- mémoire vive : 4 Mio extensible à 14 Mio
- écran LCD 9,8" à matrice passive
- mémoire vidéo : 128 Kio de DRAM pour l'écran LCD intégré, 512 Kio de VRAM pour écran externe
- résolutions supportées sur l'écran LCD intégré :
  - 640 × 400 en 4 bits (niveaux de gris)
- résolutions supportées sur écran externe :
  - 512 × 384 en 8 bits
  - 640 × 400 en 8 bits
  - 640 × 480 en 8 bits
  - 800 × 600 en 8 bits
  - 832 × 624 en 8 bits
- disque dur SCSI de 80 à 160 Mo
- lecteur de disquette 3,5" 1,44 Mo
- slots d'extension :
  - 1 emplacement pour modem (en option)
  - 1 connecteur mémoire vive spécifique (PB 1xx) de type SRAM (vitesse minimale : 85 ns)
- connectique :
  - 1 port SCSI (HDI-30)
  - 2 ports série (Mini Din-8)
  - 1 port ADB
  - sortie son : stéréo 8 bits
  - entrée son : mono 8 bits
  - sortie vidéo spécifique PowerBook
- microphone mono
- haut-parleur mono intégré
- batterie NiCad lui assurant 2h30 à 3h00 d'autonomie
- dimensions : 5,7 × 28,6 × 23,6 cm
- poids : 3,1 kg
- alimentation : 17 W
- systèmes supportés : Système 7.1 à 7.6.1